# III Mistrzostwa Świata w Lataniu Rajdowym
III Mistrzostwa Świata w Lataniu Rajdowym – zawody lotnicze, organizowane w dniach 28–31 sierpnia 1980 w Aschaffenburgu (Republika Federalna Niemiec), z ramienia Międzynarodowej Federacji Lotniczej (FAI). Pierwsze miejsce indywidualnie i zespołowo zajęli w nich piloci polscy.

## Uczestnicy
Udział w Mistrzostwach wzięło 32 zawodników z 10 krajów, w tym ekipa polska (jedyna z krajów socjalistycznych). Oprócz Polski (4 załogi), udział brały ekipy z RFN (6), Wielkiej Brytanii (6), Austrii (6), Włoch (3), Szwecji (2), Luksemburga (2), RPA (1), Holandii (1), Szwajcarii (1).
W skład polskiej ekipy, na samolotach PZL-104 Wilga 35, wchodziły 4 załogi:
- Krzysztof Lenartowicz (pilot) i Wajda (nawigator)
- Jan Baran (pilot) i Wacław Nycz (nawigator)
- Edward Popiołek (pilot) i Bylok (nawigator)
- Witold Świadek (pilot) i Andrzej Korzeniowski (nawigator)

Najpopularniejszym typem samolotu była Cessna 150 (6 załóg) i  Cessna 172 (6), następnie PZL-104 Wilga (4), Piper PA-28 Cherokee (4), Cessna 152 (2) i Piper PA-24 Comanche (2). Pozostałe typy były reprezentowane pojedynczo (Piper PA-22, Grumman AA-5, Morane-Saulnier MS-885, B-24R, Bölkow Bo 207, F-8L Falco, PN-68, SIAI Marchetti SF.260).
W skład poszczególnych konkurencji wchodziły próby wykonywania obliczeń nawigacyjnych, regularności lotu na trasie, próby rozpoznania lotniczego i próby lądowania. 

## Wyniki

### Indywidualnie
| #   | Pilot / nawigator                     | Państwo | Samolot                  | Suma punktów |
| 1.  | Witold Świadek / Andrzej Korzeniowski | Polska  | PZL-104 Wilga            | 2867         |
| 2.  | Otto Höfling / Michael Amtmann        | Niemcy  | Piper PA-28-140 Cherokee | 2854         |
| 3.  | Alfred Luckerbauer / Meszaros         | Austria | Cessna 172               | 2817         |
| 4.  | Krzysztof Lenartowicz / Wajda         | Polska  | PZL-104 Wilga            | 2812         |
| 5.  | Schüttler / Neumann                   | Niemcy  | Piper PA-28-140 Cherokee | 2806         |
| 6.  | Jan Baran / Wacław Nycz               | Polska  | PZL-104 Wilga            | 2777         |
| 7.  | Hasslein / Hasslein                   | Niemcy  | Cessna 172               | 2753         |
| 8.  | Roland Husemann / Sturmi Westerbarkey | Niemcy  | MS-885                   | 2747         |
| 9.  | Bertilsson / Selander                 | Szwecja | Piper PA-28-180          | 2725         |
| 10. | Wolfgang Oppelmayer / Hauschka        | Austria | Piper PA-22              | 2705         |

Pozostałe miejsca polskich zawodników:
| 12. | Edward Popiołek / Bylok | Polska | PZL-104 Wilga | 2603 |

### Zespołowo
(liczba punktów - brano pod uwagę dwóch najlepszych zawodników):
1. Polska - 5679
2. RFN - 5660
3. Austria - 5522